# 海则滩镇
海则滩镇，是中华人民共和国陕西省榆林市靖边县下辖的一个乡镇级行政单位。
2015年，陕西省民政厅批复同意撤销海则滩乡，设立海则滩镇。

## 行政区划
海则滩镇下辖以下地区：
海则滩村、大石砭村、马连坑村、掌高兔村、柳树湾村、杨虎台村和长城村。